# Пересвет (ледокол, 1939)
Построен в Данциге, спущен на воду под названием «Кастор» (нем. Castor) в 1939 году. На момент начала второй мировой войны был самым большим и мощным немецким ледоколом. Затонул вблизи Варнемюнде 15 марта 1945 года в результате бомбёжки. Поднят со дна в 1951 году и в марте 1953 года отбуксирован в Росток. В мае 1956 года, после капитального ремонта, принят в состав ВМФ СССР под названием «Пересвет». Осенью 1957 года в составе конвоя северным морским путём переведён на Дальний Восток, где принят в состав ТОФ СССР.
Выведен из состава флота в 1970 году, когда был введён в строй новый ледокол проекта 97 с тем же именем.
В 1975 году налетел на скалы южной оконечности острова Рейнеке недалеко от Владивостока и был оставлен экипажем. Находясь в полузатопленном состоянии, долгое время служил мишенью во время учебных стрельб ВМФ СССР. Ржавый остов корабля можно увидеть там и сейчас.